# GATS
GATS (англ. GATS, stromal antigen 3 opposite strand) – білок, який кодується однойменним геном, розташованим у людей на 7-й хромосомі. Довжина поліпептидного ланцюга білка становить 163 амінокислот, а молекулярна маса — 17 846.
| 10         |  | 20         |  | 30         |  | 40         |  | 50         |
| ---------- |  | ---------- |  | ---------- |  | ---------- |  | ---------- |
| MSCRGRGAGG |  | RWNSTSWSTG |  | CKLPASPRRV |  | SRCSPTGLIK |  | LAFLFSKTRC |
| KFFSLTETPE |  | DYTIIVDEEG |  | FLELPSSEHL |  | SVADATWLAL |  | NVVSGGGSFS |
| SSQPIGMTKI |  | AKSVIAPLAD |  | QNISVFMLST |  | YQTDFILVLK |  | RDLPFVTHTL |
| SSEFTILWSV |  | ARL        |  |            |  |            |  |            |

A: Аланін

C: Цистеїн

D: Аспарагінова кислота

E: Глутамінова кислота

F: Фенілаланін

G: Гліцин

H: Гістидин

I: Ізолейцин

K: Лізин

L: Лейцин

M: Метіонін

N: Аспарагін

P: Пролін

Q: Глутамін

R: Аргінін

S: Серин

T: Треонін

V: Валін

W: Триптофан